# Conservació del peix
La conservació del peix és qualsevol sistema, autoritzat per la legislació corresponent, que permet mantenir al llarg d'un període les característiques que fan aptes per al consum les espècies piscícoles o les d'animals aquàtics en general.
Els mètodes més tradicionals i antics per aconseguir conservar el peix són el fumat i el salat, l'escabetx refrigeració i congelació són progressivament més moderns i necessiten major ús de la tecnologia. Totes les tècniques anteriors poden ser fetes a nivell domèstic o industrial, però la conserva enllaunada es fa només en indústries.

## Salat
Consisteix a afegir sal en sec o submergir en un bany d'aigua i sal.
L'efecte conservador de la sal es deu a la disminució de la quantitat d'aigua i a l'elevada concentració de sal a l'interior del producte. Això inhibeix tant el creixement dels microbis com certes reaccions enzimàtiques.
Segons la quantitat de sal utilitzada hi ha tres tipus:
- Forta: 25 kg de sal per 100 kg de peix.
- Mitjana: 15-17 kg de sal per 100 kg de peix.
- Lleugera: 8-10 kg de sal per 100 kg de peix.

Les sardines conservades en salmorra i premsades després són les anomenades sardines arengades o simplement arengades, perquè recorden als arengs fumats del nord.

## Fumat
El peix fumat ja el coneixien i utilitzaven els egipcis i potser és la tècnica de conservar més antiga. Consisteix a sotmetre el peix a l'acció del fum de cremar fustes aromàtiques.
Pel que fa a la conservació, retarden les alteracions microbianes i oxidatives.
En el fumatge, a més de conservar, el peix canvia de textura i adquireix un color i una aroma propis a causa de l'acció de la sal i el fum. La combustió de fusta produeix més de 400 components volàtils que determinen el sabor, el color, l'aroma i la vida útil del producte.
En general existeixen dos tipus de fumat:
- En fred: la temperatura del fum és inferior a 30 °C. El procés és llarg. Se sol realitzar en un forn.
- En calent: és el més fàcil de fer. La temperatura del fum pot arribar als 100 °C i el centre del peix als 60 °C. Cal construir una caixa de metall amb una reixa i un prestatge i posar un grapat de serradures de roure, d'alzina o de vinya al fons de la caixa, després es tanca la caixa i es posa sobre un foc no gaire gran per tal que les serradures deixin anar el fum i coguin el peix.

En el procés del fumat es poden distingir diverses fases:
- Preparació de la matèria primera. Es renta i es treuen les vísceres, l'escata, el cap i les espines.
- Salat. Amb sal seca o salmorra. El salmó adquireix fermesa, una certa aroma, s'inhibeix el desenvolupament de microorganismes i s'afavoreix que capti substàncies del fum.

Secat. Es deixa escórrer i assecar.
- Fumat. El més habitual és el fumatge en fred a temperatures entre 18 °C i 28 °C entre unes hores i 2 ó 3 dies segons la temperatura que s'hi apliqui.

Per la producció de fum es prefereix en general, flocs o serradures de barreges al 50% de fustes dures (roure, alzina, noguera…) i de toves (til·ler, àlber…)
Posteriorment, es pela, es refreda, es fileteja i s'envasa.

## Escabetx
L'escabetx es fa fonamentalment a través de l'addicció de vinagre i sal.
L'efecte conservador de l'escabetxat està en l'acció combinada de la lleugera pèrdua d'aigua que es produeix durant el procés, el descens del pH degut a l'addició de l'àcid acètic (del vinagre) i a l'acció de la sal i espècies afegides.
Amb el nom d'escabetx s'inclouen tres productes diferents:
- Escabetxos freds: El peix se submergeix en el bany d'escabetx que conté vinagre (5-6% d'àcid acètic) i 7-8% de sal, a una temperatura de 10 °C-15 °C durant 4-6h, pH entre 4 - 4,5.
- Escabetxos bullits: El peix se sotmet a una cocció (10-20 min.) en un bany de sal (6-8%) i vinagre (4%), pH 4,6.
- Escabetxos fregits: El peix es fregeix i s'envasa en una solució que conté sal, vinagre i espècies

## Refrigeració
Els peixos frescos o refrigerats són aquells que, conservats des de la seva captura amb gel, es mantenen a temperatures entre 0 i 6 °C.
La refrigeració retarda el creixement bacterià, no l'impedeix totalment. El període de conservació és limitat.
Generalment es produeix a dalt del vaixell de pesca mitjançant el gel triturat procedent de l'aigua potable.
Afecta poc el valor nutritiu de l'aliment.

## Congelació
Consisteix a aconseguir que tota l'aigua del peix o aliment es glaci i que, en un temps màxim de 8 hores, s'aconsegueixin fent arribar les temperatures interiors a: -18 °C en el cas del peix, -16º en crustacis i mol·luscs i -15 °C en calamars i sèpies.
En els aliments congelats no es poden desenvolupar els microbis de la putrefacció. Malgrat això, no tots els microorganismes moren, n'hi ha que sobreviuen i, per tant, cal tenir en compte el temps i les condicions de descongelació.
El procés de congelació del peix es pot realitzar en el mateix vaixell o a terra, moltes vegades envasant-lo abans de la congelació.
La congelació industrial utilitza tècniques i mitjans adequats per congelar ràpidament i sotmetre'l a temperatures molt baixes (-60 °C). D'això se'n diu ultracongelació. És important realitzar una congelació ràpida per evitar la formació de cristalls de gel grans que causin mals a la fibra muscular.
L'emmagatzemat de productes congelats es fa en cambres a una temperatura entre –25 °C i –35 °C.

## Conserva en llauna
Les tècniques de conserva en llauna són similars a les d'altres aliments i es basen a aconseguir una temperatura (normalment dins autoclau) que esterilitzi els productes tancats de forma tècnicament hermètica en recipients adequats (sovint vidre o llauna). Hi ha dos tipus principals de conserva de peix en llauna:
- Conserva pròpiament dita: De llarga durada i el producte enllaunat es pot mantenir a temperatura ambient.
- Semiconserva: És de curta durada i cal mantenir la llauna en condicions fredes, es fa sovint en la conserva d'anxova